# Groeve Ternaaien-Midden

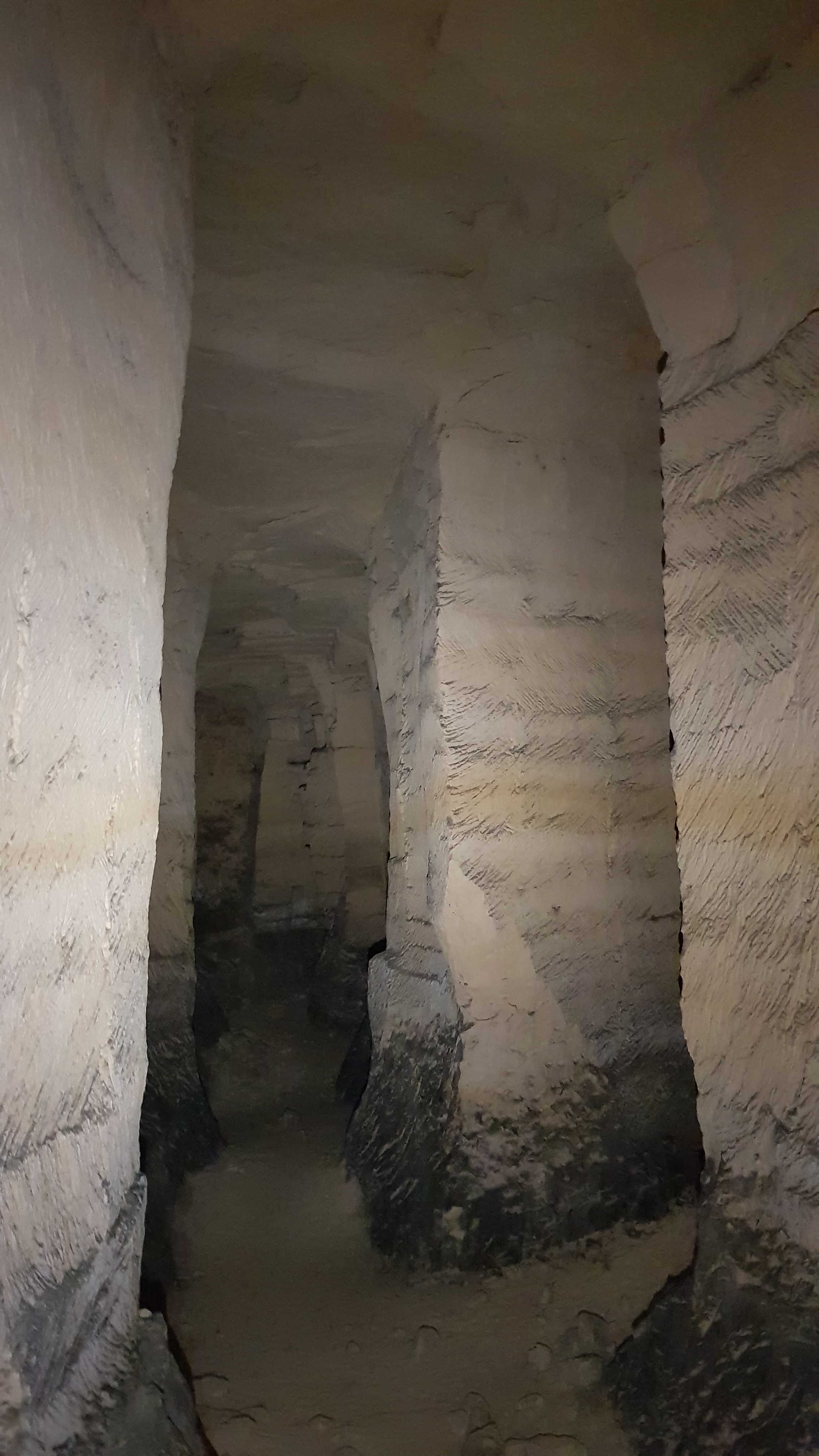
Een gang in de groeve

De Groeve Ternaaien-Midden is een gangenstelsel en Limburgse mergelgroeve op de grens van de Belgische gemeentes Riemst en Wezet. De groeve ligt in het zuidelijk deel van de Sint-Pietersberg in het Plateau van Caestert ten westen van Klein-Ternaaien en ten zuidoosten van Kanne. Het Waalse gedeelte van de groeve ligt in het beschermde gebied van Thier de Caster.
Ten noorden van de groeve sluit deze aan op de Groeve Ternaaien-Boven. Ten zuiden van de groeve ligt de Groeve Ternaaien-Beneden en ten zuidoosten de dagbouwgroeve Verloren Vallei. Verder naar het noorden ligt de Caestertgroeve.
Voor de bescherming van de natuur en voor de veiligheid zijn alle groeven gesloten voor het publiek.

## Geschiedenis
In de middeleeuwen werd de groeve ontgonnen en werd in de periode tussen 1200 en 1500 aangelegd door blokbrekers om mergelblokken te winnen. De groeve van Ternaaien-Midden was oorspronkelijk niet slechts één groeve, maar waren twee afgescheiden groeves die met ontginnen van de gangen aan elkaar groeiden. Het zuidelijkste gedeelte werd ontgonnen vanuit het voormalige ingangsgebied in de richting van waar later de dagbouwgroeve de Verloren Vallei werd gegraven. Het noordelijkste gedeelte werd vanuit de Groeve Ternaaien-Boven ontgonnen. In het oudste gedeelte van de groeve werd volgens de primitieve methode kalksteen gewonnen. Dezelfde methode werd ook gebruikt in de Caestertgroeve en daar worden de via die werkwijze ontgonnen gangen gedateerd op de 13e en 14e eeuw.
Het gangenstelsel was op een gegeven moment één geheel met de Groeve Ternaaien-Boven, maar werd daarvan weer gescheiden door instortingsgebieden. Ook de gangen van de groeve die aansloten op het afgegraven gebied van de Verloren Vallei zijn dichtgevallen. In de 19e eeuw was de groeve nog toegankelijk, maar in 1900 niet meer. Toen waarschijnlijk in de jaren 1920 en/of 1930 de dagbouwgroeve Verloren Vallei werd ontgonnen, werden enkele gangen van de Groeve Ternaaien-Midden aangesneden, maar die toegang raakte eind jaren 1930 weer versperd.
In april 2009 werd de groeve herontdekt na eeuwen van vergetelheid. In eerste instantie was er toen geen ondergrondse verbinding die de Groeve Ternaaien-Midden met de Groeve Ternaaien-Boven verbond. Na de ontdekking van de groeve is er een kruipgat gegraven dat de Groeve Ternaaien-Boven met -Midden verbindt.

## Groeve
Het gangenstelsel heeft een oppervlakte van 125 bij 130 meter. Het heeft lange hoge gangen, maar ook smalle hoge kronkelige gangen die deels gevuld zijn met modderinstromingen. Aan de noord-, oost- en westzijde werden deze modderstromen veroorzaakt door instortingen, die ervoor zorgden dat Ternaaien-Boven en de voormalige ingangen onbereikbaar werden.
Om de kalksteenblokken uit de hoog op de helling gelegen groeve te vervoeren naar de transportschepen op de Maas, werd er bij de uitgang een glijgoot aangelegd in de berghelling.

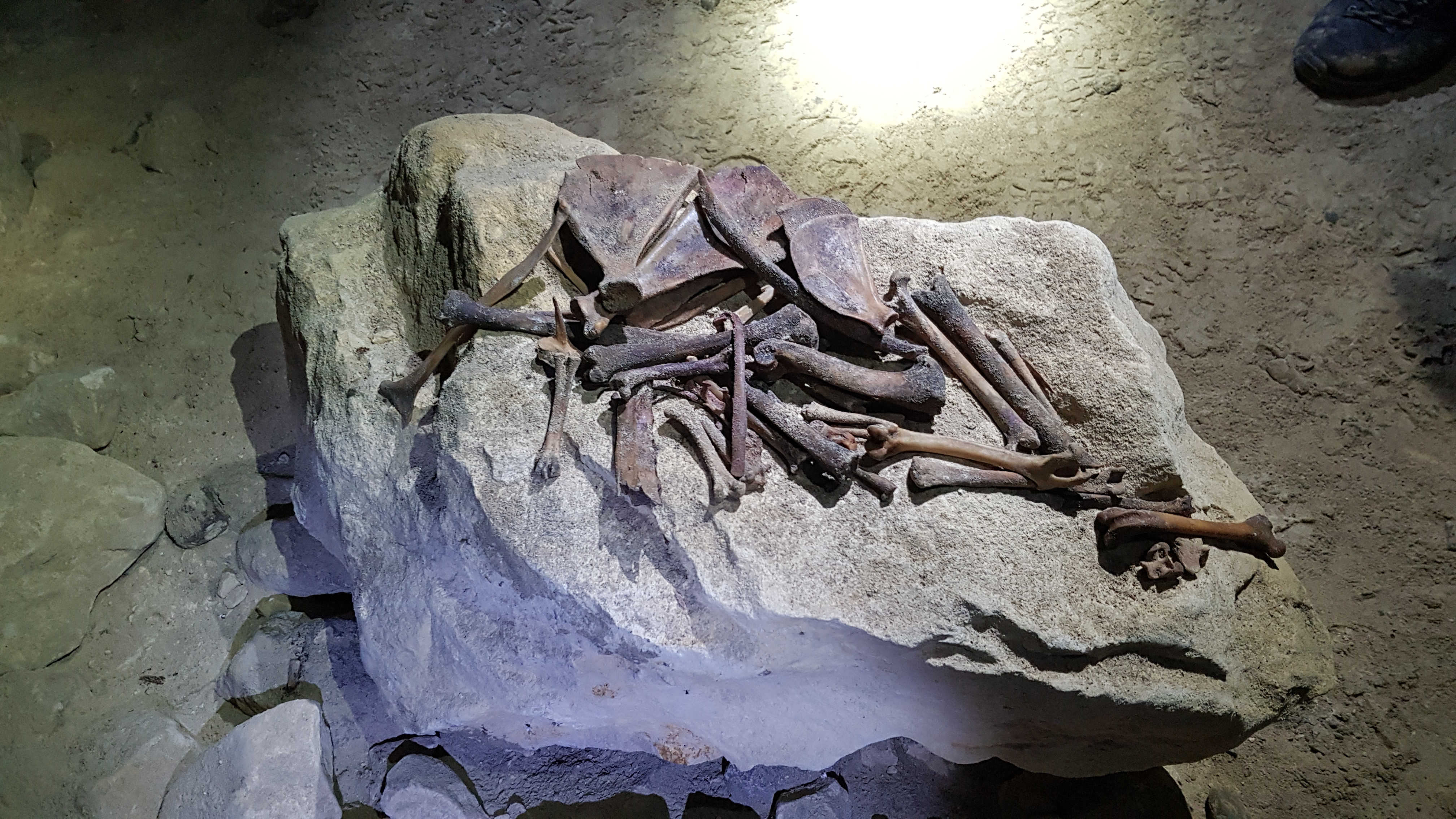
Botten van dieren in de groeve
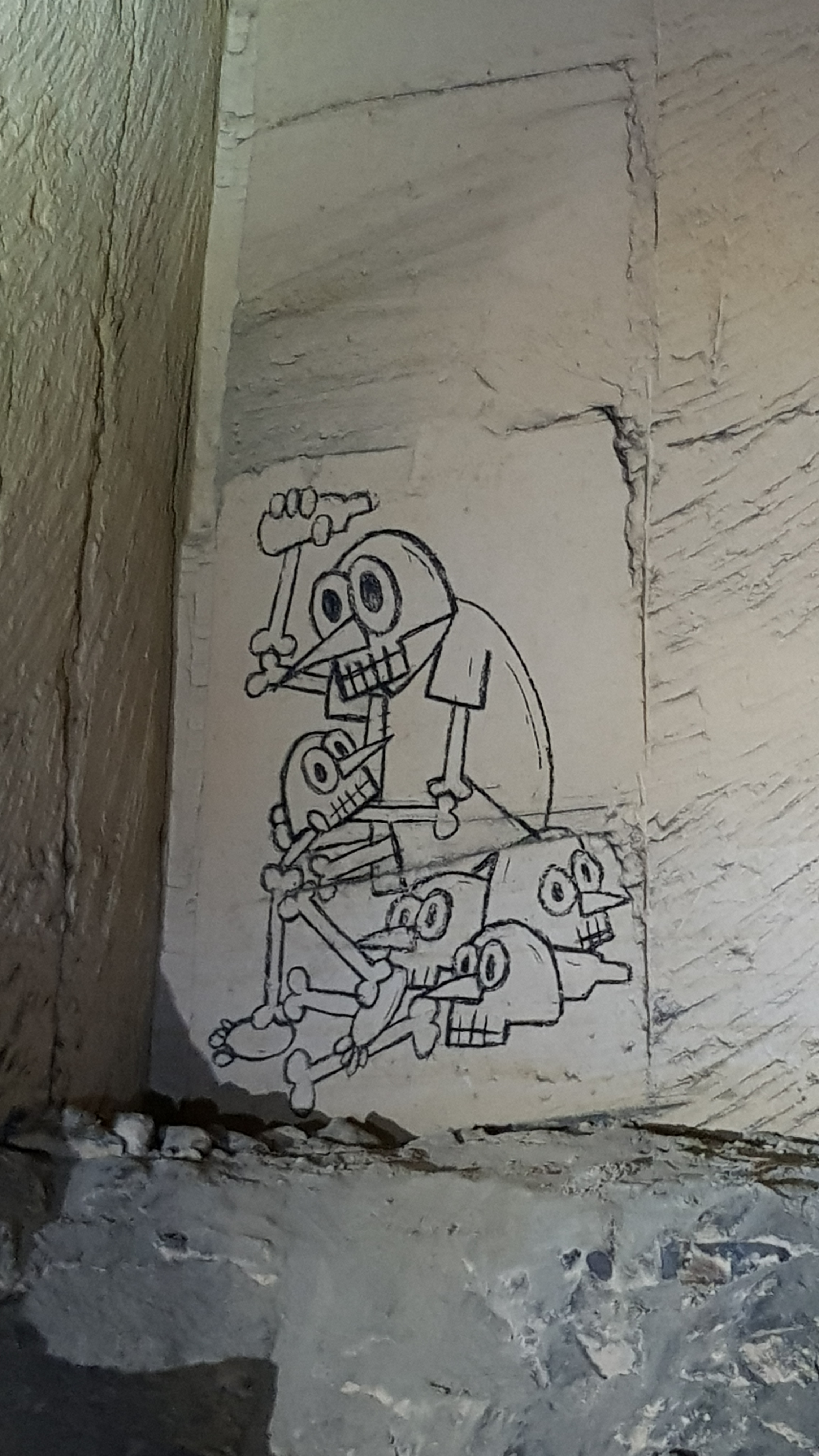
Een tekening op de kalkwand
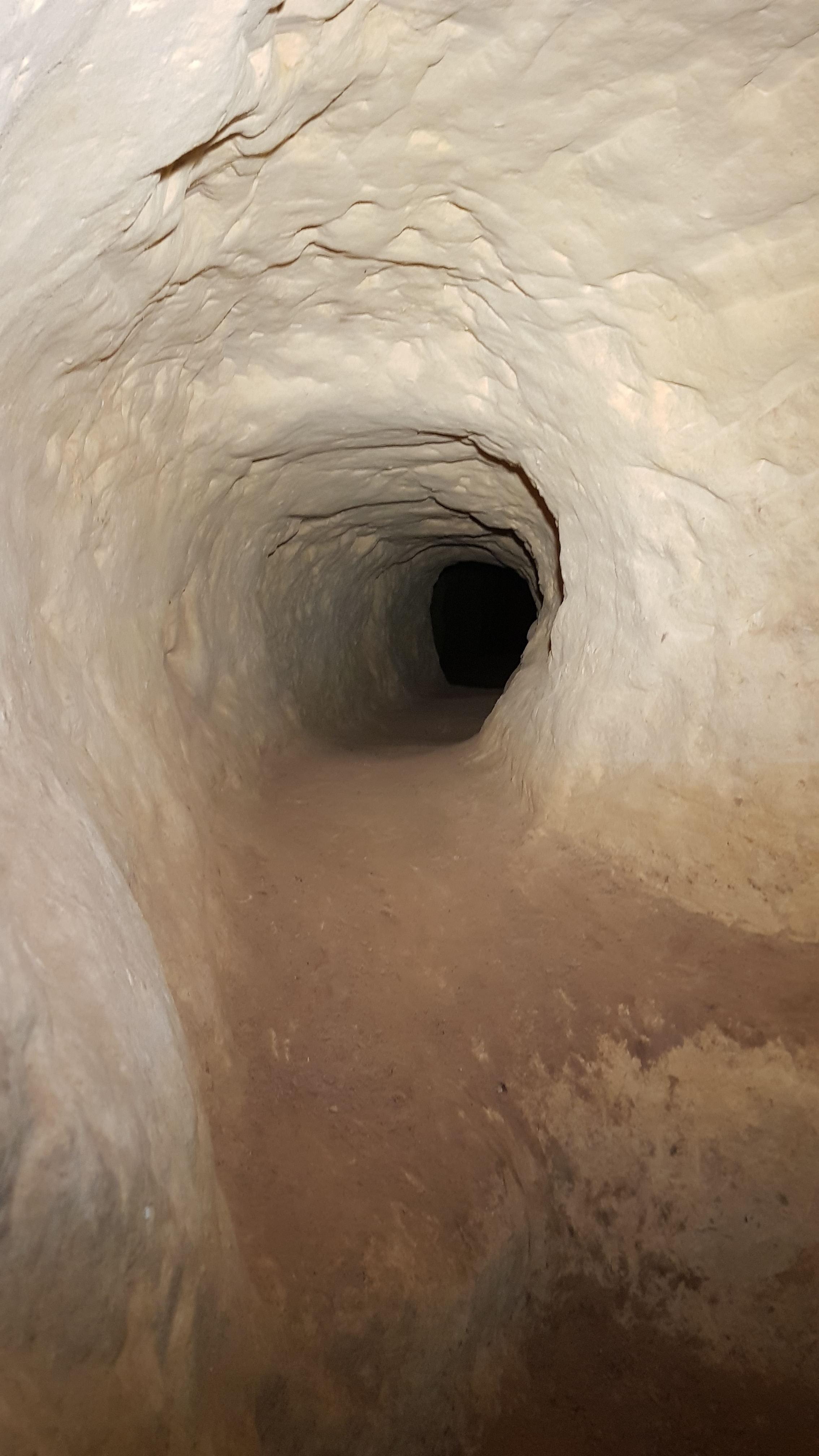
Het kruipgat tussen Groeve Ternaaien-Boven en -Midden
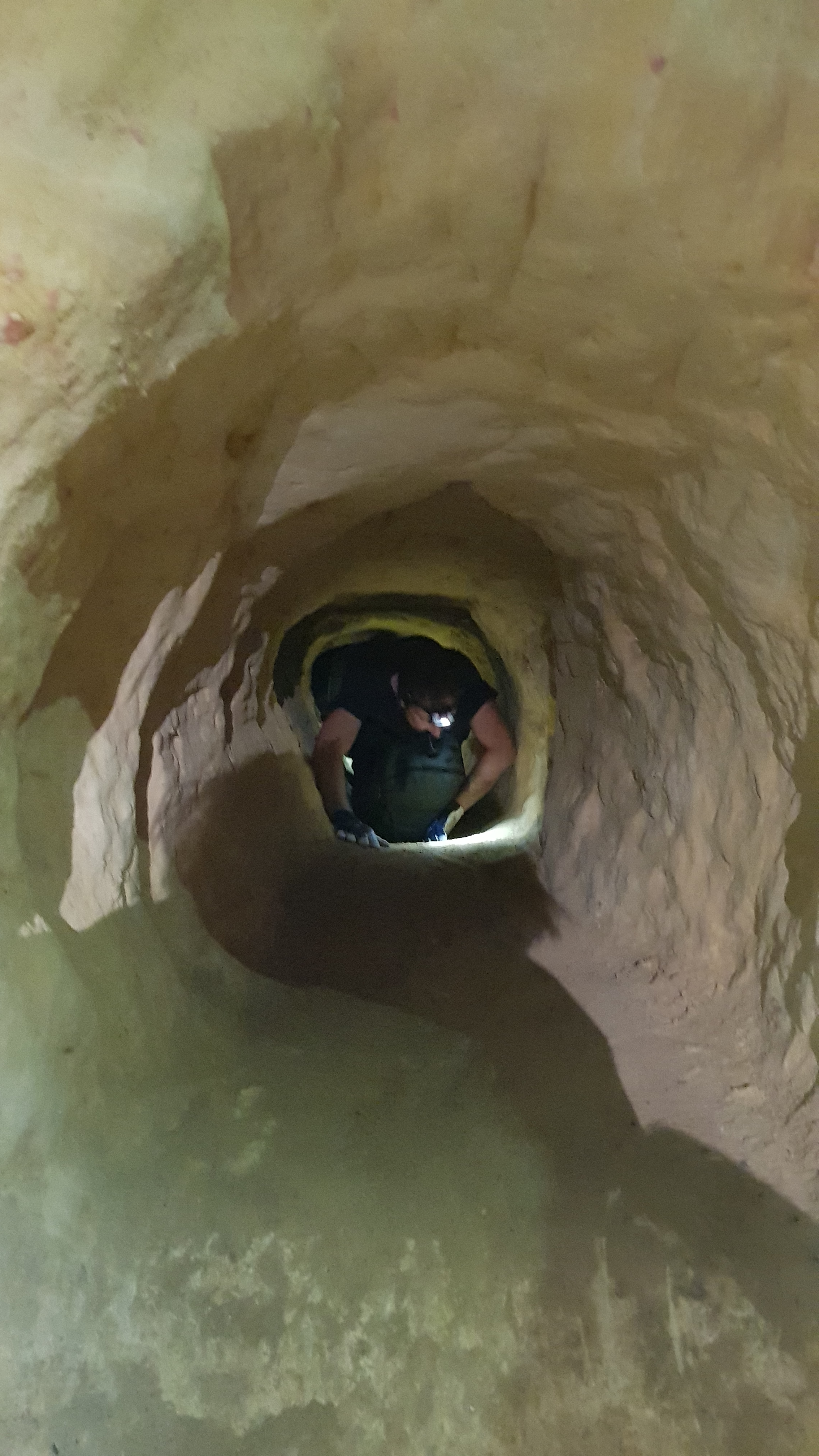
Het kruipgat met iemand erin